# Holley, New York
Holley är en administrativ enhet, en village, i staden Murray i östra delen av Orleans County, New York. 
De första bosättarna kom till trakten 1812. 1850 organiserades en administrativ enhet, en village, runt bosättningen. Stenindustrin lockade immigranter till orten under 1800-talets senare del. Näringslivet idag är centrerat runt jordbruket, då handeln främst sker i de närbelägna orterna Albion och Brockport. Eriekanalen flyter förbi orten.

## Politik
Holley styrs av en vald styrelse på fem personer, varav en är borgmästare (mayor).